# Aeropuerto Internacional Qurghonteppa
El Aeropuerto Internacional Qurghonteppa es un aeropuerto en la localidad de Kurgan Tyube, Tayikistán (IATA: KQT, OACI: UTDT). 

## Aerolíneas y destinos
- Saratov Airlines, (Sarátov)
- Tajik Air (Dushambé, Moscú-Aeropuerto de Domodedovo, Biskek y Almaty)

- Datos: Q1319974
- Multimedia: Bokhtar International Airport / Q1319974